# 国際トウモロコシ・コムギ改良センター
国際トウモロコシ・コムギ改良センター（こくさいトウモロコシ・コムギかいりょうセンター、CIMMYT, スペイン語: Centro Internacional de Mejoramiento de Maíz y Trigo) は、メキシコ・メヒコ州エルバタン El Batan にある、国際農業研究協議グループ傘下の農業研究機関。トウモロコシおよびコムギについて、育種および関連周辺技術の研究を行っている。以下の記述では、略称CIMMYTを用いる。

## 概要
CIMMYTは、発展途上国におけるトウモロコシとコムギの生産性向上ならびに安定生産に関する品種・栽培技術の開発・訓練を行う非営利研究機関である。メキシコにある本部の他に、世界各地に設置した事務所を通じて100カ国以上の国と繋りを持っている。
CIMMYTは、メキシコ政府およびロックフェラー財団の後援によって1943年にメキシコで開始された実験的な研究計画に源流を持つ。この研究は、ノーマン・ボーローグらが「奇跡のコムギ」と後に呼ばれる半矮性メキシコ系短稈多収品種群を育成し、緑の革命と呼ばれる成果を挙げた。
1963年に研究の母体はCIMMYTに再編成され、1971年に国際農業研究協議グループ（CGIAR）が結成されると、その傘下研究機関となった。現在の設立母体は、CGIARメンバー各機関である。
主な事務所設置国は、アフガニスタン・バングラデシュ・中国・コロンビア・エチオピア・インド・イラン・カザフスタン・ケニア・ネパール・トルコ・ジンバブエである。

## 日本との関連
- 小麦農林10号 - ボーローグらのコムギ育種の親（母本）となった日本のコムギ品種
- 資金援助 - 1970年代末から1980年代中期に、コムギの病理研究および施設整備資金の提供を行った。また、1996年には植物遺伝資源センター設置にも資金提供している。